# 鹿子木荘
鹿子木荘（かなこぎのしょう）は、平安時代から室町時代にかけて肥後国にあった荘園。寄進地系荘園の代表例であり、成立の経緯を記した東寺百合文書『鹿子木荘条々事書』の存在から、荘園制を研究する上で指針ともなっている。

## 概要
鹿子木荘は肥後国飽田郡、現在の熊本県熊本市北区と合志市の各一部に跨り、詳細な規模は不明ながら、広大な面積を持っていたと推測される。

## 歴史
鹿子木荘は、平安時代の沙弥寿妙が開発したとみなされていた。応徳3年（1086年）に、寿妙の孫に当たる中原高方が国司からの介入を避けるために400石を上納する条件で荘園を大宰大弐藤原実政に寄進し、高方は預所職（別当職）を得た。実政が失脚すると嫡子も連座したため、白河上皇の側近であり娘婿の藤原公実が相続し、さらに公実の娘婿・藤原経実を経て、実政の子孫・藤原隆通（出家後に願西と名乗る）が相続した。しかし隆通の政治力は弱かったため、200石を納めることで鳥羽天皇の娘高陽院内親王（勝功徳院）に寄進し、保延5年（1139年）に立券荘号（荘園との承認を受けて領有権の確立と免税の権利を得る手続き）を得た。こうして、本家・領家・預所という図式が成り立った。高陽院内親王が亡くなると、菩提供養のために勝功徳院（勝功得院）が建立され、鹿子木荘は同院を管理する仁和寺（御室）に寄進され、同寺が本家となった。
しかしここに領家側の動向が複雑に絡み、混沌の様相を呈し始めた。願西は三人の子女に領家権相続を繰り返していたが、そこに国司の藤原長光が介入し、鹿子木荘の半分を収公した。これに対抗して願西と娘の通子は建春門院（平滋子）の口添えを貰い、後白河上皇の下文を手に入れ荘園の回復に成功した。ところがこの行動は他の子女の反発を招いた。このいざこざは子女の一人が地頭領主職を東寺に寄進してしまい、同寺が口を挟むことで鎌倉時代まで続く泥沼へと陥った。鹿子木荘の縁起を伝える文書『鹿子木荘条々事書』は東寺の立場から書かれた、元寇後の徳政令の風潮に乗り同寺が開発領主権を継承しているという政治的主張を述べたものであった。この文書には「当寺の相承」という文言があるが、日本史の教科書では「当時」の誤記という解説がされていたが、実際には「当寺」（＝我々の寺＝東寺）こそが正しい解釈であった。
鎌倉時代に入ると大友氏の庶流で地頭の詫摩氏の勢力が拡大し、現在の熊本市本荘付近に本拠を構え、坪井川流域に当たる鹿子木東荘を支配下に収めた。一方井芹川流域の西荘には筑後の三池氏の一派が移り、旧北部町楠原を拠点に鹿子木氏と姓を改めて土着した。このような武士の進出が進み、室町時代には荘園としての実態は失われた。

### 領主
- 本家
  - 仁和寺→東寺
- 領家
  - 藤原氏（藤原実政→藤原公実→願西ら）→堀川源氏（源具美→源基具ら）→賀島入道ら
- 別当職
  - 沙弥寿妙子孫→詫摩氏・鹿子木氏→菊池氏・大友氏

## 開発領主の実態
長く鹿子木荘は沙弥寿妙が開拓したものとみなされていた。しかし近年の研究では、沙弥寿妙は開発領主ではなく中級貴族の中原氏、すなわち受領だったことが判明した。これらや、『鹿子木荘条々事書』の再分析を経て、従来考えられていた開発領主の権限を示す「職権留保・上分寄進」には再考が余儀なくされた。